# Romolo Benvenuto
Romolo Benvenuto (Genova, 4 luglio 1959) è un politico italiano.

## Biografia
Viene eletto in consiglio regionale della Liguria per la prima volta nel 1990 con la Federazione dei Verdi; confermato alle elezioni del 1995, viene nominato Assessore regionale a Difesa del Suolo, Energia, Edilizia sociale e residenziale nella giunta presieduta da Giancarlo Mori. Viene confermato consigliere regionale anche nel 2000, diventando capogruppo dei Verdi. Successivamente aderisce alla Margherita, di cui nell'ottobre 2005 diventa presidente regionale in Liguria. 
Alle elezioni politiche del 2006 viene eletto deputato della XV legislatura della Repubblica Italiana nella circoscrizione X Liguria per L'Ulivo; dal 2007 aderisce al neonato Partito Democratico. Conclude il mandato parlamentare nel 2008.